# Dziobosznik
Dziobosznik (Lynceus brachyurus) – gatunek małego skorupiaka z rodziny Lynceidae, występujący w Europie (w tym w Polsce) i Ameryce Północnej. Budową ciała przypomina małże – ma kulistą, wypukłą po obu stronach ciała skorupę oraz dużą głowę w kształcie dzioba przylegającą do skorupy. Osiąga długość ok. 2 mm. Z dołu ciała wychodzą liczne odnóża.

## Tryb życia
Dzioboszniki zamieszkują małe, słodkowodne, okresowo wysychające zbiorniki wodne. Odżywiają się cząstkami detrytusu poprzez zdrapywanie ich odnóżami z dna. Przemieszczają się w wodzie poruszając odnóżami.